# Finland under den ryska tiden
Finland under den ryska tiden behandlar Finlands historia som det ryska Storfurstendömet Finland under perioden 1809–1917. Perioden benämns i Finlands historiografi även som Autonomitiden, Ryska tiden och Kejsartiden. 
Då Finska kriget avslutades genom freden i Fredrikshamn 17 september 1809 avträdde Sverige Finland till Kejsardömet Ryssland. Utöver de sex landskap som ansetts vara delar av Finland, anslöts även Åland och de delar av dåvarande Västerbotten och Lappland som var belägna öster om Torne–Muonio–Könkämä. Området blev en del av det ryska kejsardömet med mycket långtgående autonomi och lydde under den ryske tsaren, varvid Finland efter att ha varit en del av Sverige nu uppstod som en självstyrande enhet.

## Storfurstendömets ställning
Hur man skall karaktärisera Storfurstendömet Finlands ställning var från början ett område för omfattande debatt, där finländarna själva i allmänhet ville se Finland som ett eget land i personalunion med Kejsardömet Ryssland, medan man från rysk sida, speciellt mot slutet av perioden, snarare ville se Finland som ett underkuvat område utan särskilda rättigheter annat än de som tsaren beviljade. De facto blev inte Finland en självständig nation innan Finlands lantdag förklarade landet självständigt den 6 december 1917.
Under den svenska tiden hade Finland varit en helt integrerad del av Sverige; de östra länen (nuvarande Finland) hade samma ställning som de västra (nuvarande Sverige) och skickade representanter till riksdagens samtliga fyra stånd. Gustav Vasa hade utnämnt sina söner till hertigar av olika delar av riket, där hertigdömena omfattade hela eller delar av ett eller flera län. Dessa hertigdömen hade ingen egentlig juridisk betydelse utan var ett sätt att ge sönerna tryggad ekonomi men hade sidoeffekten att de fick starka politiska maktbaser vilket nästan sprängde riket.
Johan III som utnämnts till hertig över Finland kallade sig elva år efter trontillträdet för Storfurste av Finland men detta kan betraktas som en äre- (eller skryt-) titel. Drottning Kristina kallade sig år 1640 för "CHRISTINA medh Gudz nåde Sweriges Göthes och Wendes vthkorade Drottningh och Arffurstinna, Storfurstinna till Finland Hertiginna vthi Estland och Carelen, Fröken uthöffuer Ingermanneland" – men Finland var ingen separat administrativ eller juridisk del av det svenska riket. De baltiska och tyska delarna av svenska riket var dock separata länder med egna lantdagar, riddarhus,  och generalguvernörer.

## Arvet från svenska tiden
Den sju sekel långa gemenskapen med resten av Sverige hade satt tydliga spår i det finländska samhället, varav de viktigaste var samhällsskicket, det juridiska systemet och religionen. Tsaren lovade låta det nya storfurstendömet behålla sin lag, sina språk och sin religion från tiden som del av Sverige.
Den urtida handeln mellan Sverige och Finland kvarstod vilket klargjordes i artikel XVII av freden i Fredrikshamn. Det som varit inrikeshandel skulle nu bli utrikeshandel. För att göra övergången så smidigt som möjligt infördes specialbestämmelser vilket inkluderade trettio års tulllättnader för produkter som infördes från Finland. Den upphörde först 1844. Det svenska myntet förblev lagligt betalningsmedel för att främja handeln till 1840 då rubeln blev det enda betalningsmedlet i landet.
Finland hade en monarkisk tradition, först genom det svenska valkungadömet i vilket representanter från Finland också deltog och senare, efter Gustav Vasa, genom arvkungadömet. Det fanns också en för dåtiden relativt demokratisk tradition, främst uttryckt i ståndsriksdagen från medeltiden, som i Storfurstendömet blev ståndslantdagen. Frihetstiden 1718–1772 hade vidare bidragit till den allt starkare demokratiska traditionen.
Det juridiska systemet var rotat i ett rättsmedvetande byggt på principen "Land skall med lag byggas". Det fanns också kvar en juridisk tradition från de medeltida landskapslagarna. Många lagar från svenska tiden behölls länge. 1734 års lag gällde delvis in på 1900-talet. Regeringsformen 1772 och Förenings- och säkerhetsakten från Riksdagen 1789 bekräftade den ryske tsarens makt under hela den ryska tiden och åberopades även av monarkisterna i början av självständigheten.
Finland kristnades till katolicismen något efter resten av Sverige och när resten av Sverige blev lutherskt gällde detsamma för Finland. Detta i motsats till den rysk-ortodoxa kyrkan, som också fanns i östra Finland.

## Storfurstendömets historia
Från den 22 mars till den 19 juli 1809 möttes lantdagen i Borgå för att reglera hur förhållandet mellan de nyerövrade områdena och den ryska tsaren, Alexander I, skulle se ut. Den 29 mars gjorde tsaren sin regentförsäkran där han lovade att behålla de gamla lagarna och privilegierna medan stånden svor tsaren sin trohet. Vid freden i Fredrikshamn den 17 september 1809 avträdde Sverige formellt de sex länen i Finland, delar av Västerbotten och Lappland samt Åland. Alexander I gav också tillbaka de finska områderna som förlorades till Ryssland i Freden vid Nystad 1721 och i Freden i Åbo 1743.

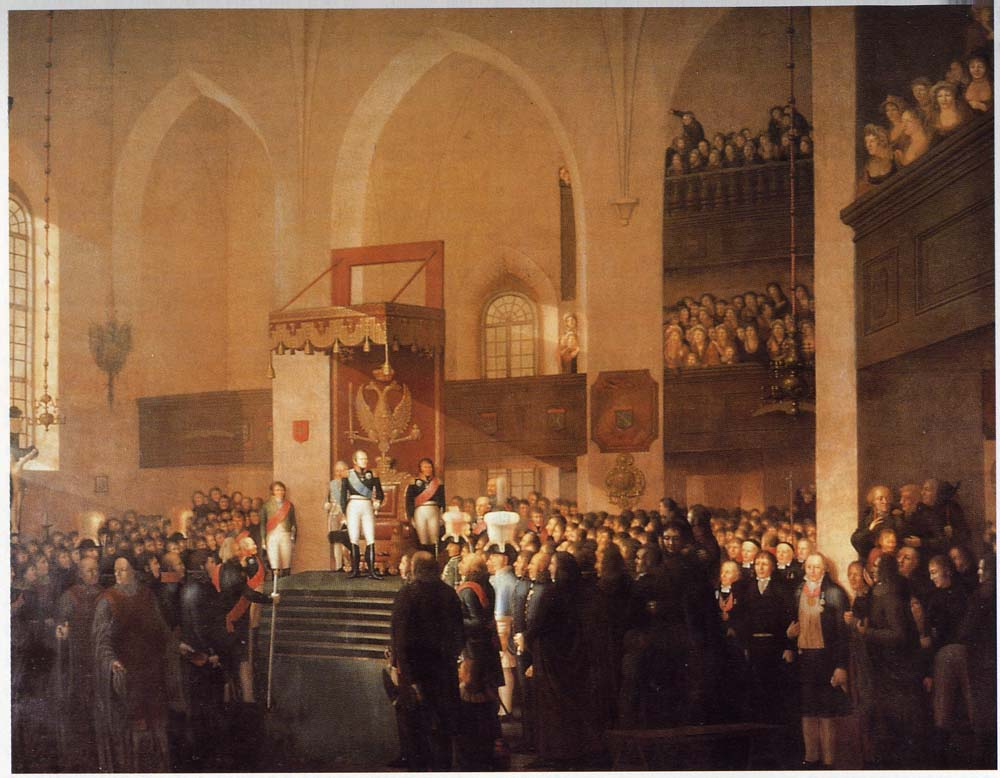
Tsar Alexander I öppnar lantdagen i Borgå 1809.

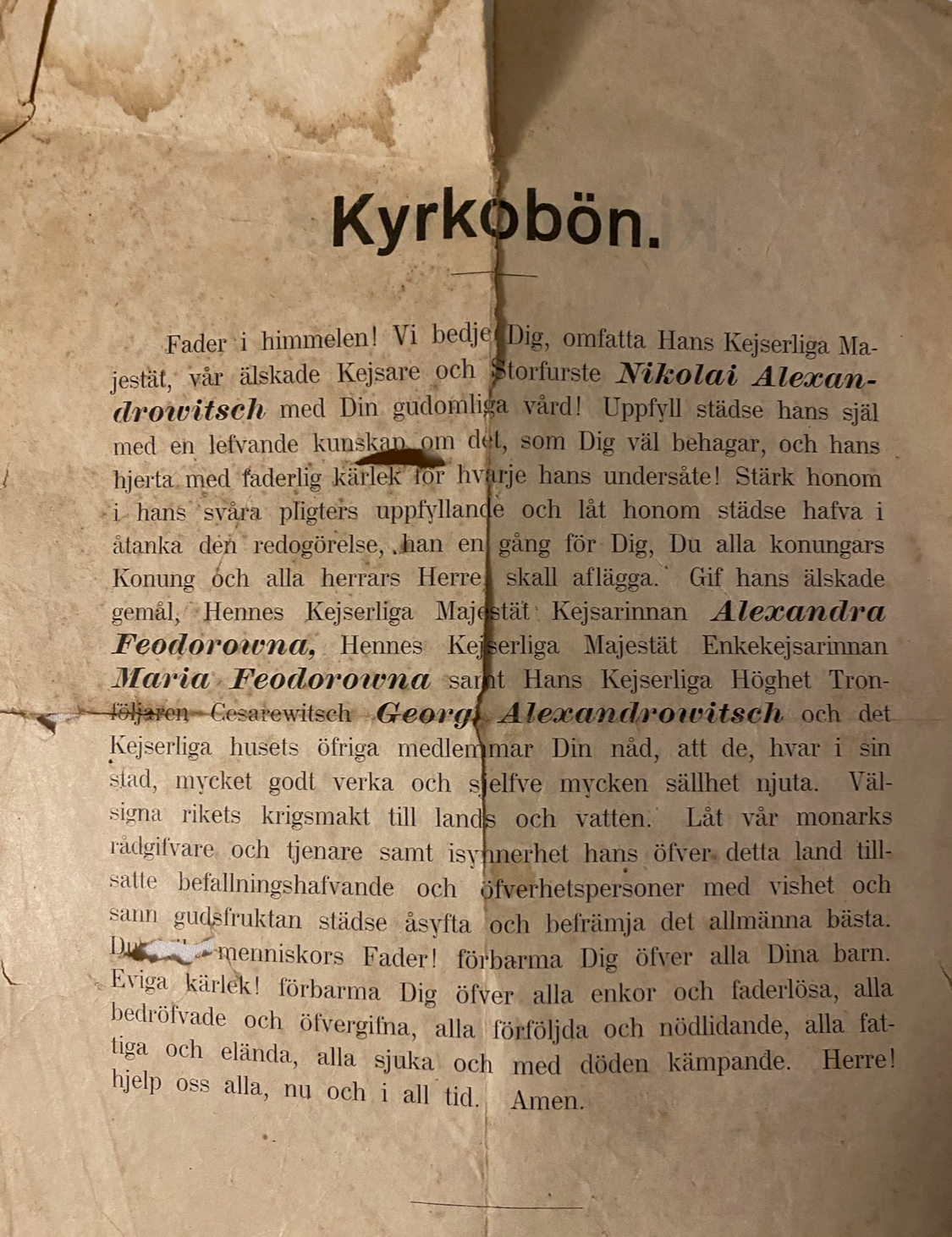
Kyrkobön, som användes i Storfurstendömet Finland, för kejsaren Nikolaj I.

Då Finland nu var autonomt blev man tvungen att bygga upp en administration. I Åbo inrättades regeringskonseljen 1809 ("Kejserliga senaten för Finland" från 1816) som leddes av en rysk generalguvernör. Gustaf Mauritz Armfelt utvisades ur Sverige 1811 och blev därefter rådgivare åt den ryske tsaren. Vid hovet i Sankt Petersburg fanns "Kommittén för de finska ärendena" 1811–1826 som leddes av Armfelt. År 1812 bestämdes att Helsingfors skulle vara huvudstad och ämbetsverken flyttades dit. År 1826 avskaffades kommittén och arbetet sköttes av en ministerstatssekreterare.
År 1835 publicerades det finska nationaleposet Kalevala av Elias Lönnrot, en samling av sagor och historier från Karelen. Detta innebar startskottet för ett nationellt uppvaknande för finskheten. Den nationella rörelsen leddes till en stor del av den svenskspråkiga överklassen, som ville skapa en fosterlandskänsla. Många av dem började lära sig finska, och försökte använda det istället för svenska. Förfinskningen av namn blev också vanligt. Einar Lönnbohm blev Eino Leino, Alexis Stenvall blev Aleksis Kivi, och så vidare. År 1844 inrättades den första finskspråkiga skolan i St. Petersburg där bland annat Uno Cygnaeus, den finländska folkskoleväsendets grundläggare, var lärare.

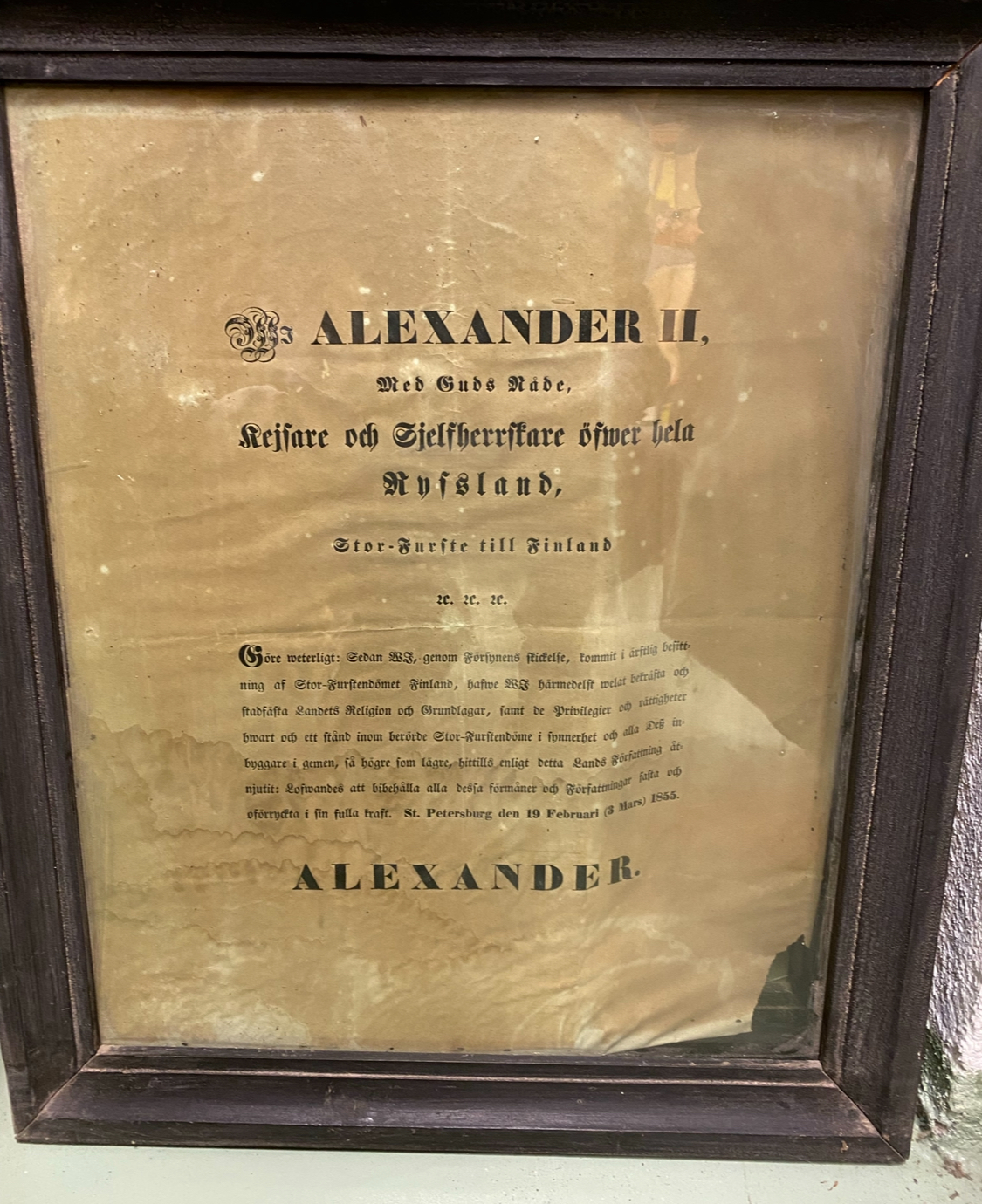
Kejsare Alexander II:s regentförsäkran.

Den finska lantdagen sammankallades åter den 18 september 1863 med representanter för de fyra stånden. Tsar Alexander II lovade att lantdagen skulle samlas regelbundet åtminstone vart femte år. Lantdagen möttes åter 1869 och blev snabbt ett centrum i Finlands politiska liv. Vid valen till lantdagen 1872 gick två språkbaserade partier, Fennomanerna och Svekomanerna framåt på bekostnad av liberalerna. Striden gällde det finska språkets ställning (det hade först 1863 börjat användas inom byråkratin). År 1892 blev finska officiellt språk jämsides med svenska (efter en övergångsperiod på 20 år då tjänstemännen skulle lära sig det finska språket).
Under slutet av 1880-talet inleddes en pressdebatt om Finlands statsrättsliga ställning. I Ryssland publicerade K.F. Ordin Finlands underkuvande som förespråkade att Finlands särskilda ställning skulle upphöra medan historikern Richard Danielson-Kalmari menade att Finland fortfarande styrdes av 1772 års regeringsform samt Förenings- och säkerhetsakten från 1789. Efter Nikolaj II:s trontillträde gjordes ytterligare försök med en förryskningspolitik, bland annat föreslogs att den finländska armén skulle upplösas, att värnpliktstiden skulle förlängas och att värnpliktiga skulle kunna tvingas göra sin värnplikt utanför Finland. I Finland uppkom två läger, dels gammelfinnarna, som kan sägas stå för en undfallenhetspolitik som gick ut på att inte provocera den ryska statsledningen, dels ungfinnarna, som förespråkade att Finlands statsrättsliga ställning skulle försvaras.

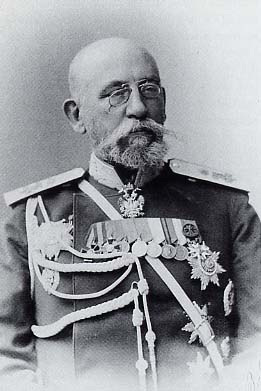
Nikolaj Bobrikov.

Den 15 februari 1899 skrev tsaren under Februarimanifestet som tog ifrån lantdagen dess lagstiftande makt. Genom namninsamlingar och manifestationer försökte man protestera mot detta som man ansåg stod i strid med regentförsäkran, men tsaren ville inte ens ta emot en delegation som skulle överlämna underskrifterna. Den nya värnpliktslagen utfärdades den 12 juli 1901. Den ryske generalguvernören Nikolaj Bobrikov kunde inte bryta det både passiva och aktiva motstånd som fanns mot värnpliktslagen trots presscensur, brevcensur, deportationer och ökade befogenheter för hemliga polisen.
Bobrikov verkade vara på väg att övervinna motståndet när det rysk-japanska kriget utbröt 1904. Bobrikov mördades den 16 juni 1904 i Senatshuset av Eugen Schauman, och den ryska statsmakten försvagades av den oväntade förlusten i kriget och blev tvungen att gå med på reformer. Efter en landsomfattande storstrejk den 30 oktober till den 6 november 1905 fick tsaren gå med på att införa allmän rösträtt och de första valen genomfördes i mars 1906. Samtidigt omformades lantdagen från en ståndslantdag enligt den gamla svenska ordningen till ett enkammarparlament.
Första världskriget bröt ut 1914. Till följd av de ryska motgångarna i kriget blev det revolution i Ryssland 1917 och till följd av det turbulenta politiska läget kunde Finland i december 1917 förklara sig självständigt.